# Amtshaus Grabnergasse

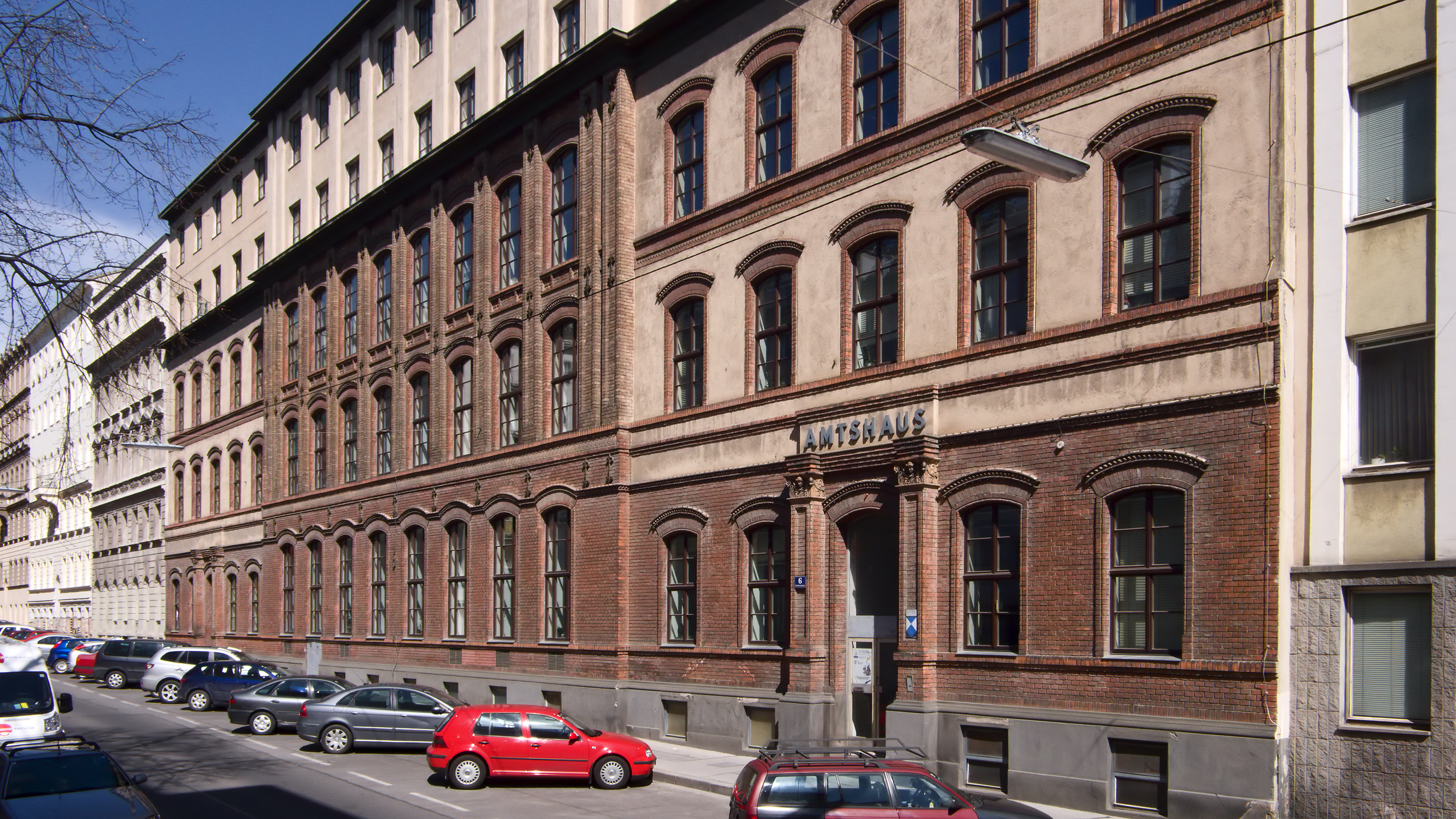
Amtshaus Grabnergasse

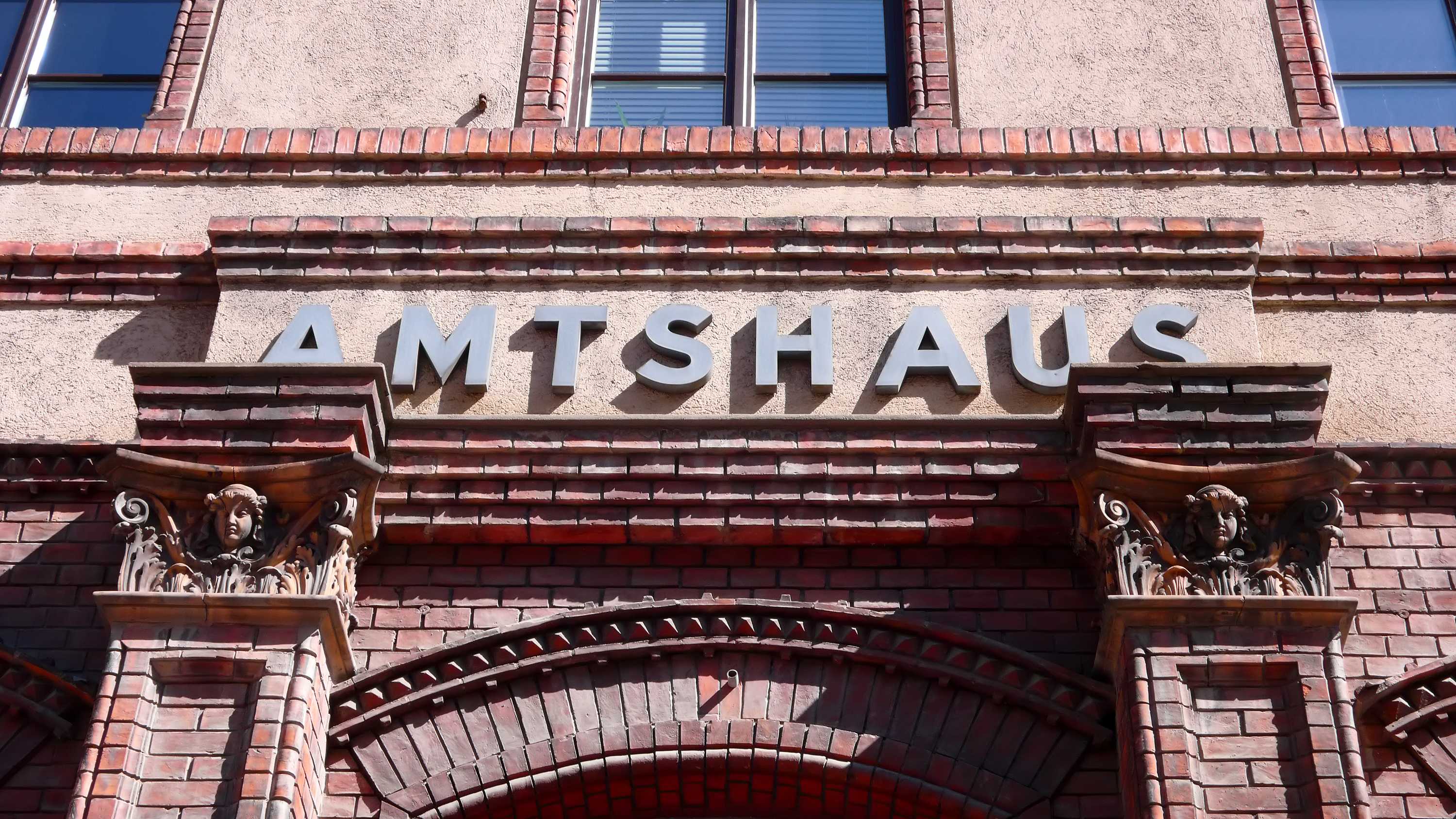
Detail über dem Eingang

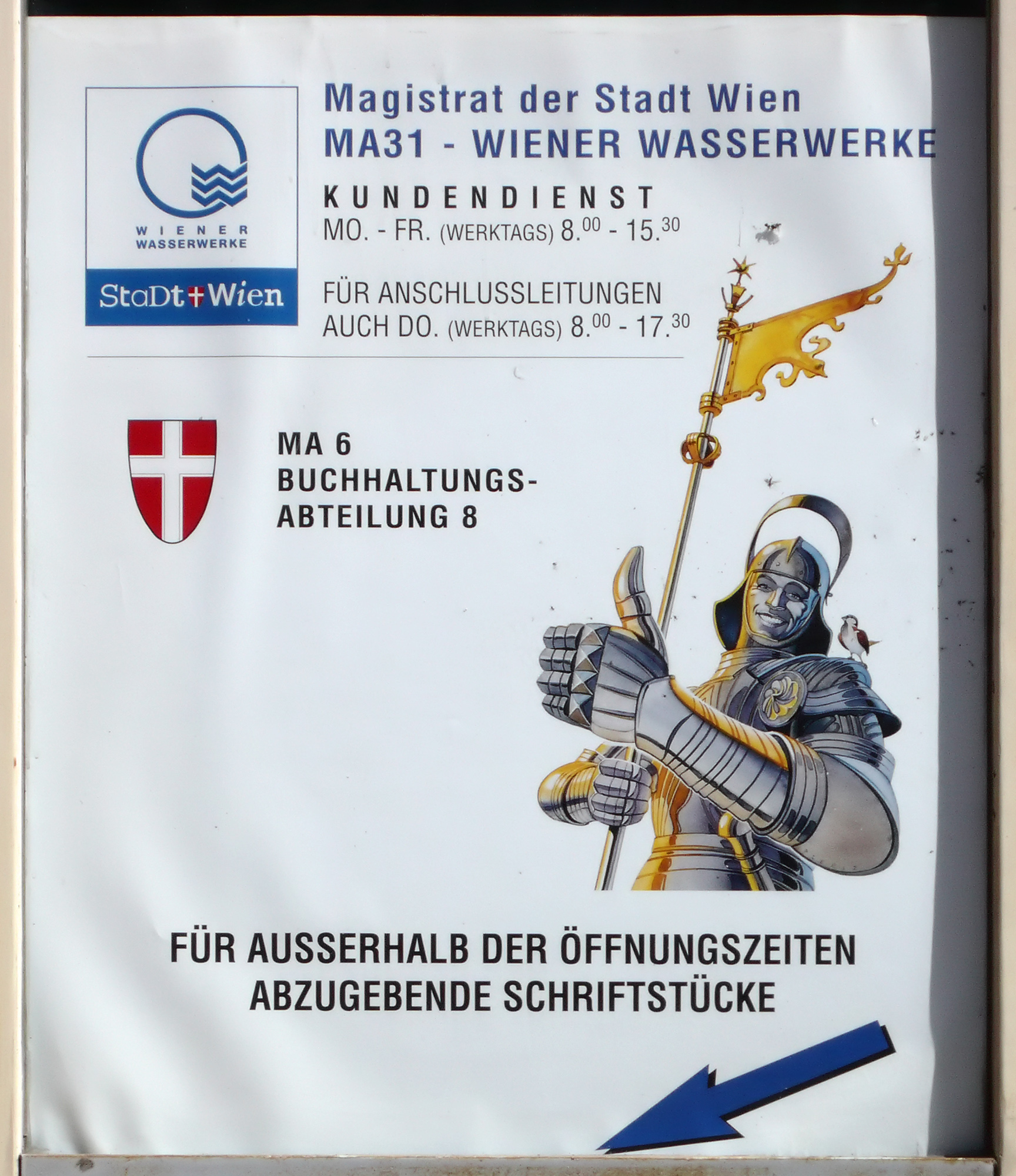
Die Wiener Wasserwerke im Amtshaus

Das Amtshaus Grabnergasse in der Grabnergasse 4–6 im 6. Wiener Gemeindebezirk Mariahilf ist ein seit 1. Juni 2003 unter Denkmalschutz (Listeneintrag) stehendes Bürogebäude der Stadt Wien. Es ist der Hauptsitz der MA 31 – Wiener Wasserwerke und Schaltzentrale der Wiener Wasserversorgung.

## Beschreibung
Der Kern des Gebäudes wurde bereits 1854 auf dem Areal des 1784 geschlossenen Soldatenfriedhof Gumpendorf errichtet und verfügte über drei Stockwerke. Zu einem unbekannten Zeitpunkt wurde das Bauwerk aufgestockt und umgebaut. Die Fassade des frühhistoristischen Zweckbaus wurde zum Teil in Sichtziegelbauweise mit einem Mittelrisalit und Lisenengliederung errichtet. Zusätzlich ist das Amtshaus Grabnergasse noch mit kleinteiligem frühhistoristischem Dekor verziert.
Zwischen 1960 und 1965 wurde das Amtshaus, das auch Sitz der Magistratsabteilung 30 – Kanalisation war, nach Plänen des Architekten Hanns Kunath um einen Zubau erweitert.